# Río Kash (Vagái)
El río Kash (del ruso: Каш) es un río del óblast de Tiumén, en Rusia. Es un afluente por la derecha del río Vagái, que lo es del río Irtish, y éste a su vez del río Obi, a cuya cuenca hidrográfica pertenece.

## Geografía
Nace a 150 m sobre el nivel del mar, 8 km al suroeste de Chervianka, y se dirige hacia el nordeste en los 33 km de su curso, pasando por esta localidad, Yuzhno-Pletnevo y Novostroika antes de recibir por la derecha al río Mali Kash, su principal afluente (procedente de Svodoba), y desembocar a 94 m de altura en el Vagái una vez pasado Káshevkaya, a 510 km de su desembocadura en el río Irtish en Vagái.